# Isacco Lovisotto
Isacco Lovisotto (Castelfranco Veneto, 4 giugno 1998) è un cestista italiano.

## Carriera
Cresce cestisticamente nelle giovanili della Benetton Treviso. Per la stagione 2016-17 viene acquistato dall'Aquila Basket Trento, dove esordisce in serie A disputando minuti in alcune partite, gioca in doppio tesseramento con la Virtus Altogarda di C Silver (9,7 punti di media in 28 presenze) e finisce nel giro della Nazionale giovanile Italiana, dove diventa uno dei pilastri dell’annata 1998.
Nella stagione 2017-18 fa il proprio esordio in Serie A2 ad Agrigento (3,2 punti di media in 11 minuti di utilizzo) mentre per la stagione successiva si trasferisce a Jesi, sempre nel secondo campionato Nazionale, dove ottiene 3,4 punti e 2 rimbalzi in 11,8 minuti). Per l'annata 2019-20 rinnova con l'Aurora Jesi, questa volta in Serie B. Per lui la seconda stagione in terra marchigiana è molto positiva e si chiude con 22 presenze, 10,4 punti di media, accompagnati da 6,6 rimbalzi in 27,2 minuti di utilizzo.

## Palmarès
- Mondiali Under-19: 
 Egitto 2017

## Statistiche

### Campionato
| Stagione        | Squadra                   | Competizione    | Partite | Partite | Partite | Statistiche tiro | Statistiche tiro | Statistiche tiro | Altre statistiche | Altre statistiche | Altre statistiche | Altre statistiche | Altre statistiche |
| Stagione        | Squadra                   | Competizione    | Pres.   | Titol.  | Minuti  | Tiri da 2        | Tiri da 3        | Liberi           | Rimb.             | Assist            | Rubate            | Stopp.            | Punti             |
| --------------- | ------------------------- | --------------- | ------- | ------- | ------- | ---------------- | ---------------- | ---------------- | ----------------- | ----------------- | ----------------- | ----------------- | ----------------- |
| 2016-2017       | Dolomiti Energia Trentino | Serie A         | 7       | 0       | 9       | 0/0              | 0/2              | 0/0              | 1                 | 0                 | 0                 | 0                 | 0                 |
| 2017-2018       | Dolomiti Energia Trentino | Serie A         | 0       | 0       | 0       | 0/0              | 0/0              | 0/0              | 0                 | 0                 | 0                 | 0                 | 0                 |
| Totale carriera | Totale carriera           | Totale carriera | 7       | 0       | 9       | 0/0              | 0/2              | 0/0              | 1                 | 0                 | 0                 | 0                 | 0                 |